# سارا كوكس
سارا كوكس (بالإنجليزية: Sara Cox)‏ هي دي جيه ومقدمة تلفزيونية وصحفية ومذيعة بريطانية، ولدت في 13 ديسمبر 1974 في بولتن في المملكة المتحدة.

## وصلات خارجية
- سارا كوكس على موقع IMDb (الإنجليزية)
- سارا كوكس على موقع ميوزك برينز (الإنجليزية)
- سارا كوكس على موقع ديسكوغز (الإنجليزية)
- سارا كوكس على موقع قاعدة بيانات الفيلم (الإنجليزية)